# 奇譚クラブ
『奇譚クラブ』（きたんクラブ）は、1947年（昭和22年）11月より1975年（昭和50年）3月まで出版された、サディズム・マゾヒズム・フェティシズムなどを専門に扱った読者投稿雑誌。
B5判のカストリ雑誌として出発したが、1952年５・６月合併号よりA5判にリニューアルし、以降、本格的にサディズム、マゾヒズム、フェティシズム（ふんどし、ラバーほか）、切腹などを中心に扱う雑誌となった。出版社の名称は、曙書房、天星社、暁出版 (大阪)と変わっているが、発行者はすべて同じで同一出版社である。1954年（昭和29年）3月と1955年（昭和30年）5月に一時発行禁止処分を受けた。1982年に「復刊」と称して創刊されたきたん社発行の『奇譚クラブ』は後続関係は不明。全国誌であり、正確な発行部数は不明だが、多数の模倣誌が出現すること、「書店に平積みになっていた」という読者の証言、同時代の類似誌の部数などから推測するに、最盛期の1950年代前半には5万から8万部程度と見積もられている。

## 概要
1947年に元『泉州日報』記者・吉田稔が当時ブームだったカストリ雑誌のひとつとして創刊。翌年、絵を売り込みにきた須磨利之を社員に加え、売れ行きが低迷してきた1951年より内容を須磨が得意としていたSMに変更し、人気を集めた。
SMやフェティシズムなど、異性愛規範から逸脱する性的興奮や性的魅力に関心をもつ読者を対象とした『奇譚クラブ』は、読み物としてだけでなく、匿名の読者のために文通の仲介や情報交換の場としての性格も有していた。読者同士の交流の場であったことから、つづく1960年代のプライベートSMサークルの増加に先駆けて、SM愛好家の数少ないコミュニティともなった。また、同誌の読者として、川端康成、三島由紀夫、江戸川乱歩、澁澤龍彦、寺山修司がいた。
SMを扱った文学作品としては古典の部類に入る団鬼六の『花と蛇』、沼正三の『家畜人ヤプー』はこの雑誌に発表されたもの。創刊当初からエログロとしての女相撲に関する記事を継続的に発信し、その後も女子プロレスなどを形容する際に使われる「女斗美」という言葉を誕生させた。創刊年の頃から男色や男性同性愛についても取り上げており、1947年12月号には男娼、男妾の記事が見られる。
セクシュアリティと日本史を専門とする歴史学者・河原梓水は、女性史・服装史研究家・作家の村上信彦が「吾妻新」の筆名で多数の寄稿をしていたことを実証している。また、作曲家の矢代秋雄も「麻生保」の筆名で熱心に投稿していた（覆面作家）。
1997年（平成9年）11月（出版50周年）に 平成版 奇譚クラブ がユニ報創より出版され、翌年7月（新装3号）まで断続的に出版が続けられた。新創刊ではなく新装刊としており復刊を意識した巻頭挨拶文が掲載されている。内容はSMも扱う風俗誌と言うべきもので、昭和40年代の奇譚クラブに掲載されていた記事やモノクロ写真を幾つか再掲載している。

## 主な作家・画家・投稿者
カッコ内は筆名。★付は本名未詳。
- 秋吉巒[14]
- 天野哲夫（沼正三[15]、黒田史郎[16][17]ほか）
- 飯田豊一（濡木痴夢男、靑山三枝吉ほか[18]）
- 木俣清史（小日向一夢[14]）
- 倉田卓次[6]
- 須磨利之 （喜多玲子ほか[19]）
- 杉原虹児★[18]
- 村上信彦（吾妻新）
- 野坂昭如（戸山一彦[20]）
- 藤野一友（中川彩子、春川光彦）[21]
- 矢代秋雄（麻生保）

## エピソード
SM界の巨匠である緊縛師の明智伝鬼は、小学校3年生頃(1949年頃)に、『奇譚クラブ』を読んで縛られた女性の美しさに目覚めている
。